# Lac Bleu (Luchon)
Pour les articles homonymes, voir Lac Bleu.
Le lac Bleu est un lac des Pyrénées, sur la commune de Castillon-de-Larboust, proche de Bagnères-de-Luchon dans la Haute-Garonne (région Occitanie).
Il existe également dans les Pyrénées françaises le Lac Bleu de Lesponne, le Lac Bleu d'Ilhéou, l'Étang Bleu de Courbière, le Rabassoles bleu...

## Description
Le Lac Bleu est un lac naturel rehaussé par un barrage hydroélectrique dénommé barrage Honorine, son eau est ensuite utilisée avec d'autres captages pour alimenter la centrale hydroélectrique EDF du Portillon.
Le lac Bleu est situé à une altitude de 2 265 mètres et a une superficie de 3,5 hectares.

## Histoire et caractéristiques du barrage

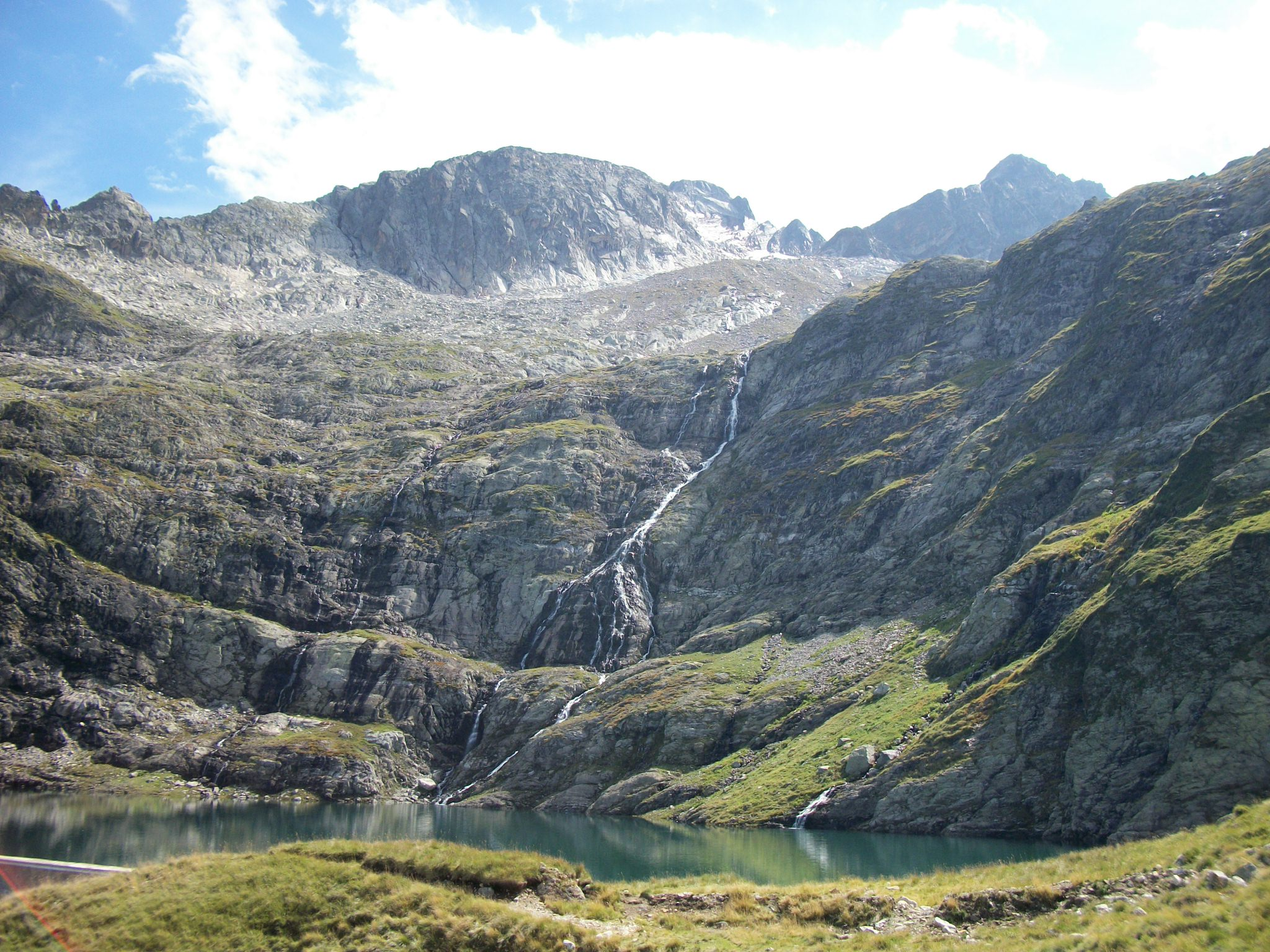
Lac Bleu alimenté par des cascades
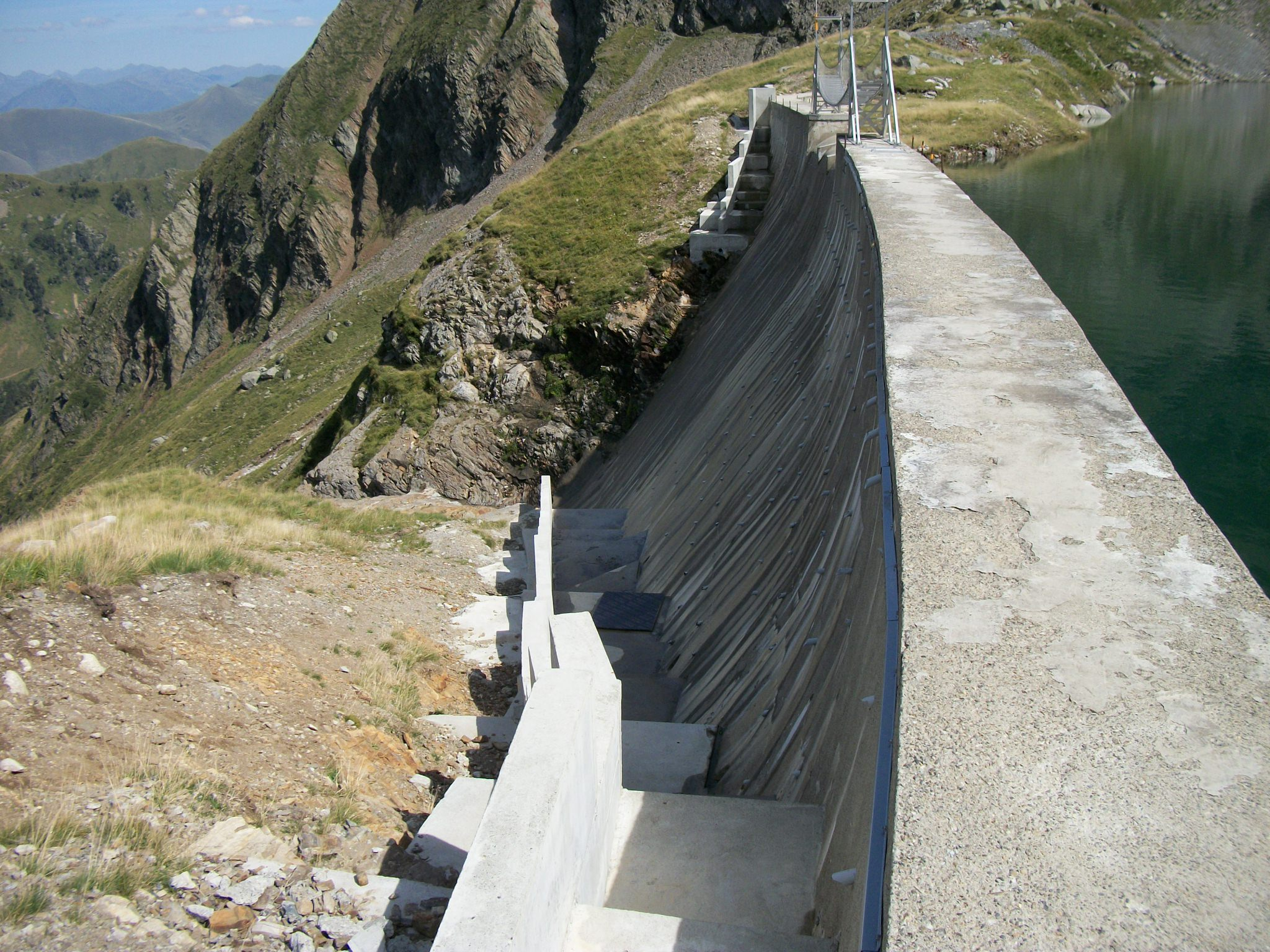
Le barrage EDF du lac Bleu
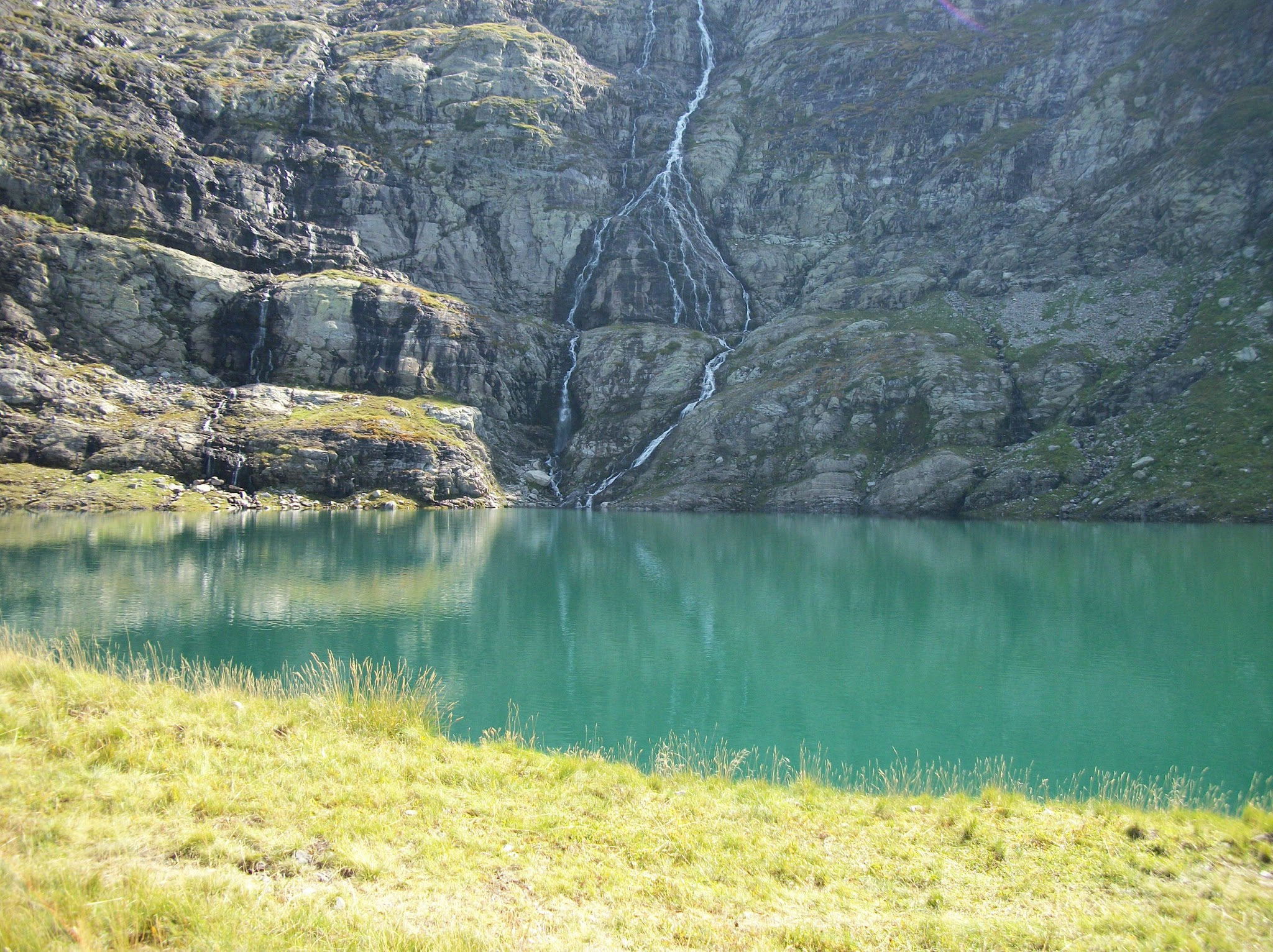
Le lac Bleu

## Protection
Le lac Bleu est situé sur la zone Natura 2000 de la Haute Vallée de la Pique classé en zone spéciale de conservation depuis 2007 sur une superficie de 8 251 hectares.